# Stephen D. Lambert
Stephen D. Lambert (* 1960) ist ein Althistoriker und Epigraphiker an der Cardiff University.
1987 wurde er an der University of Oxford zum Dr. Phil. promoviert. Seine Dissertation trug den Titel The Ionian Phyle and Phratry in Archaic and Classical Athens. Er arbeitete von 1999 bis 2004 an der University of Liverpool, seit 2005 ist er an der Cardiff University tätig. Dort wurde er 2018 zum Professor für altgriechische Geschichte und Epigraphik ernannt (seit 2022 Emeritus). 2007 bis 2012 war er als Visiting Fellow an der Universität Utrecht, 2012 bis 2013 hielt er sich am Institute for Advanced Study in Princeton (New Jersey) auf.
Lambert hat zahlreiche Publikationen zur Geschichte und Epigraphik der Stadt Athen veröffentlicht und ist Begründer und Herausgeber des Projekts Attic Inscriptions Online, einer Online-Datenbank der antiken Inschriften Attikas in englischen Übersetzungen.

## Schriften
- The Phratries of Attica (= Michigan Monographs in Classical Antiquity). The University of Michigan Press, Ann Arbor 1993, ISBN 0-472-10388-1 (2. Auflage 1998).
- Rationes Centesimarum. Sales of Public Land in Lykourgan Athens (= Ancient Ellas. Band 3). Gieben, Amsterdam 1997, ISBN 90-5063-157-6.
- als Hrsg.: Sociable Man. Essays on Ancient Greek Social Behaviour, in Honour of Nick Fisher. The Classical Press of Wales, Swansea 2011, ISBN 978-1-905125-51-7.
- Inscribed Athenian Laws and Decrees 352/1–322/1 BC. Epigraphical Essays (= Brill’s Studies in Greek and Roman Epigraphy. Band 2). Brill, Leiden/Boston 2012, ISBN 978-90-04-20931-2.
- Inscriptiones Graecae. Band II/III: Inscriptiones Atticae Euclidis anno posteriores. Teil 1: Leges et Decreta. Faszikel 2: Leges et decreta annorum 352/1–322/1. Walter de Gruyter, Berlin 2012, ISBN 978-3-11-026447-0.
- Inscribed Athenian Laws and Decrees in the Age of Demosthenes. Historical Essays (= Brill’s Studies in Greek and Roman Epigraphy. Band 9). Brill, Leiden/Boston 2017, ISBN 978-90-04-35248-3.
- Petworth House (= Attic Inscriptions in UK Collections. Band 1). Attic Inscriptions Online, 2018 (online).
- British School at Athens (= Attic Inscriptions in UK Collections. Band 2). Attic Inscriptions Online, 2018 (online).
- Fitzwilliam Museum Cambridge (= Attic Inscriptions in UK Collections. Band 3). Attic Inscriptions Online, 2018 (online).
- British Museum: Cult provisions (= Attic Inscriptions in UK Collections. Band 4,1). Attic Inscriptions Online, 2019 (online).
- British Museum: Decrees of the Council and Assembly (= Attic Inscriptions in UK Collections. Band 4,2). Attic Inscriptions Online, 2020 (online).
- British Museum: Decrees of Other Bodies (= Attic Inscriptions in UK Collections. Band 4,3A). Attic Inscriptions Online, 2020 (online).
- British Museum: Ephebic Monuments (= Attic Inscriptions in UK Collections. Band 4,3B). Attic Inscriptions Online, 2020 (online).